# Esquí de fons als Jocs Olímpics d'hivern de 2010 - esprint individual masculí
Als Jocs Olímpics d'Hivern de 2010 celebrats a la ciutat de Vancouver (Canadà) es disputà una prova d'esquí de fons en categoria masculina en la modalitat d'esprint individual, que unida a la resta de proves conformà el programa oficial dels Jocs.
Aquesta prova es disputà el 17 de febrer de 2010 a les instal·lacions esportives del Whistler Olympic Park. Hi participaren un total de 62 esquiadors de 25 comitès nacionals diferents.

## Resum de medalles
| Or             | Argent                | Bronze         |
| Nikita Kriukov | Alexander Panzhinskiy | Petter Northug |

## Resultats

### Classificació
| Pos. | Dorsal | Nom                   | CON             | Temps   | Dif.   | Notes |
| ---- | ------ | --------------------- | --------------- | ------- | ------ | ----- |
| 1    | 3      | Alexander Panzhinskiy | Rússia          | 3:34.57 | +0.00  | Q     |
| 2    | 4      | Emil Jönsson          | Suècia          | 3:36.01 | +1.44  | Q     |
| 3    | 14     | Ola Vigen Hattestad   | Noruega         | 3:36.43 | +1.86  | Q     |
| 4    | 5      | Nikita Kriukov        | Rússia          | 3:36.46 | +1.89  | Q     |
| 5    | 20     | Johan Kjølstad        | Noruega         | 3:36.65 | +2.08  | Q     |
| 6    | 13     | Petter Northug        | Noruega         | 3:37.09 | +2.52  | Q     |
| 7    | 1      | Øystein Pettersen     | Noruega         | 3:37.34 | +2.77  | Q     |
| 8    | 9      | Nikolay Chebotko      | Kazakhstan      | 3:37.84 | +3.27  | Q     |
| 9    | 21     | Peeter Kummel         | Estònia         | 3:37.99 | +3.42  | Q     |
| 10   | 37     | Stefan Kuhn           | Canadà          | 3:38.35 | +3.78  | Q     |
| 11   | 23     | Yuichi Onda           | Japó            | 3:38.49 | +3.92  | Q     |
| 12   | 45     | Sun Qinghai           | R.P. de la Xina | 3:38.52 | +3.95  | Q     |
| 13   | 15     | Jesper Modin          | Suècia          | 3:38.53 | +3.96  | Q     |
| 14   | 16     | Björn Lind            | Suècia          | 3:38.62 | +4.05  | Q     |
| 15   | 40     | Alexey Poltaranin     | Kazakhstan      | 3:38.68 | +4.11  | Q     |
| 16   | 12     | Mikhail Devyatyarov   | Rússia          | 3:38.82 | +4.25  | Q     |
| 17   | 11     | Cyril Miranda         | França          | 3:38.83 | +4.26  | Q     |
| 18   | 19     | Teodor Peterson       | Suècia          | 3:39.08 | +4.51  | Q     |
| 19   | 7      | Kalle Lassila         | Finlàndia       | 3:39.12 | +4.55  | Q     |
| 20   | 46     | Jesse Väänänen        | Finlàndia       | 3:39.21 | +4.64  | Q     |
| 21   | 26     | Sami Jauhojärvi       | Finlàndia       | 3:39.57 | +5.00  | Q     |
| 22   | 10     | Renato Pasini         | Itàlia          | 3:39.63 | +5.06  | Q     |
| 23   | 18     | Nikolay Morilov       | Rússia          | 3:40.22 | +5.65  | Q     |
| 24   | 29     | Devon Kershaw         | Canadà          | 3:40.50 | +5.93  | Q     |
| 25   | 43     | Timo Simonlatser      | Estònia         | 3:40.65 | +6.08  | Q     |
| 26   | 24     | Fabio Pasini          | Itàlia          | 3:40.86 | +6.29  | Q     |
| 27   | 41     | Janusz Krężelok       | Polònia         | 3:41.34 | +6.77  | Q     |
| 28   | 34     | Maciej Kreczmer       | Polònia         | 3:41.35 | +6.78  | Q     |
| 29   | 42     | Simi Hamilton         | Estats Units    | 3:41.53 | +6.96  | Q     |
| 30   | 8      | Loris Frasnelli       | Itàlia          | 3:41.78 | +7.21  | Q     |
| 31   | 33     | Josef Wenzl           | Alemanya        | 3:41.88 | +7.31  |       |
| 31   | 39     | Roddy Darragon        | França          | 3:41.88 | +7.31  |       |
| 33   | 17     | Tim Tscharnke         | Alemanya        | 3:42.03 | +7.46  |       |
| 34   | 35     | Christoph Eigenmann   | Suïssa          | 3:42.18 | +7.61  |       |
| 35   | 36     | Dušan Kožíšek         | Txèquia         | 3:42.45 | +7.88  |       |
| 36   | 28     | Torin Koos            | Estats Units    | 3:42.72 | +8.15  |       |
| 37   | 6      | Matias Strandvall     | Finlàndia       | 3:42.74 | +8.17  |       |
| 38   | 30     | Valerio Leccardi      | Suïssa          | 3:42.84 | +8.27  |       |
| 39   | 27     | David Hofer           | Itàlia          | 3:42.89 | +8.32  |       |
| 40   | 51     | Drew Goldsack         | Canadà          | 3:44.28 | +9.71  |       |
| 41   | 49     | Brent McMurtry        | Canadà          | 3:45.02 | +10.45 |       |
| 42   | 32     | Anti Saarepuu         | Estònia         | 3:45.44 | +10.87 |       |
| 43   | 38     | Peter von Allmen      | Suïssa          | 3:46.16 | +11.59 |       |
| 44   | 25     | Aleš Razym            | Txèquia         | 3:46.42 | +11.85 |       |
| 45   | 2      | Andrew Newell         | Estats Units    | 3:46.77 | +12.20 |       |
| 46   | 53     | Mantas Strolia        | Lituània        | 3:47.17 | +12.60 |       |
| 47   | 48     | Garrott Kuzzy         | Estats Units    | 3:47.46 | +12.89 |       |
| 48   | 47     | Sergey Cherepanov     | Kazakhstan      | 3:48.29 | +13.72 |       |
| 49   | 22     | Eligius Tambornino    | Suïssa          | 3:48.33 | +13.76 |       |
| 50   | 52     | Lefteris Fafalis      | Grècia          | 3:49.09 | +14.52 |       |
| 51   | 50     | Leanid Karneyenka     | Belarús         | 3:49.12 | +14.55 |       |
| 52   | 44     | Yevgeniy Koshevoy     | Kazakhstan      | 3:49.51 | +14.94 |       |
| 53   | 55     | Aleksei Novoselski    | Lituània        | 3:51.70 | +17.13 |       |
| 54   | 54     | Modestas Vaičiulis    | Lituània        | 3:52.10 | +17.53 |       |
| 55   | 57     | Paul Murray           | Austràlia       | 3:52.96 | +18.39 |       |
| 56   | 62     | Francois Soulie       | Andorra         | 3:55.22 | +20.65 |       |
| 57   | 56     | Peter Mlynár          | Eslovàquia      | 3:55.76 | +21.19 |       |
| 58   | 58     | Andrew Musgrave       | Regne Unit      | 3:58.43 | +23.86 |       |
| 59   | 31     | Kein Einaste          | Estònia         | 3:59.19 | +24.62 |       |
| 60   | 60     | Andrew Young          | Regne Unit      | 4:02.19 | +27.62 |       |
| 61   | 59     | Oliver Kraas          | Sud-àfrica      | 4:04.19 | +29.62 |       |
| 62   | 61     | Janis Paipals         | Letònia         | 4:04.48 | +29.91 |       |

### Quarts de final
Mànega 1
| Pos. | Dorsal | Nom                   | CON       | Temps  | Dif. | Notes |
| ---- | ------ | --------------------- | --------- | ------ | ---- | ----- |
| 1    | 1      | Alexander Panzhinskiy | Rússia    | 3:36.4 | +0.0 | Q     |
| 2    | 21     | Sami Jauhojärvi       | Finlàndia | 3:36.9 | +0.5 | Q     |
| 3    | 10     | Stefan Kuhn           | Canadà    | 3:37.4 | +1.0 |       |
| 4    | 11     | Yuichi Onda           | Japó      | 3:37.9 | +1.5 |       |
| 5    | 20     | Jesse Väänänen        | Finlàndia | 3:38.9 | +2.3 |       |
| 6    | 30     | Loris Frasnelli       | Itàlia    | 3:40.9 | +4.5 |       |

Mànega 2
| Pos. | Dorsal | Nom               | CON     | Temps  | Dif. | Notes |
| ---- | ------ | ----------------- | ------- | ------ | ---- | ----- |
| 1    | 7      | Øystein Pettersen | Noruega | 3:36.9 | +0.0 | Q     |
| 2    | 4      | Nikita Kriukov    | Rússia  | 3:37.2 | +0.3 | Q     |
| 3    | 17     | Cyril Miranda     | França  | 3:37.3 | +0.4 |       |
| 4    | 14     | Björn Lind        | Suècia  | 3:37.6 | +0.7 |       |
| 5    | 24     | Devon Kershaw     | Canadà  | 3:39.9 | +3.0 |       |
| 6    | 27     | Janusz Krężelok   | Polònia | 3:41.1 | +4.2 |       |

Mànega 3
| Pos. | Dorsal | Nom                      | CON        | Temps  | Dif. | Notes |
| ---- | ------ | ------------------------ | ---------- | ------ | ---- | ----- |
| 1    | 6      | Petter Northug           | Noruega    | 3:34.5 | +0.0 | Q     |
| 2    | 15     | Alexey Poltaranin        | Kazakhstan | 3:34.7 | +0.2 | Q     |
| 3    | 5      | Johan Kjølstad           | Noruega    | 3:35.3 | +0.8 | Q     |
| 4    | 16     | Mikhail Devyatyarov, Jr. | Rússia     | 3:35.3 | +0.8 | Q     |
| 5    | 26     | Fabio Pasini             | Itàlia     | 3:35.7 | +1.2 |       |
| 6    | 25     | Timo Simonlatser         | Estònia    | 3:42.2 | +8.7 |       |

Mànega 4
| Pos. | Dorsal | Nom           | CON             | Temps  | Dif. | Notes |
| ---- | ------ | ------------- | --------------- | ------ | ---- | ----- |
| 1    | 2      | Emil Jönsson  | Suècia          | 3:41.8 | +0.0 | Q     |
| 2    | 19     | Kalle Lassila | Finlàndia       | 3:42.2 | +0.4 | Q     |
| 3    | 9      | Peeter Kummel | Estònia         | 3:42.4 | +0.6 |       |
| 4    | 22     | Renato Pasini | Itàlia          | 3:42.8 | +1.0 |       |
| 5    | 12     | Sun Qinghai   | R.P. de la Xina | 3:43.1 | +1.3 |       |
| 6    | 29     | Simi Hamilton | Estats Units    | 3:43.4 | +1.6 |       |

Mànega 5
| Pos. | Dorsal | Nom                 | CON        | Temps  | Dif. | Notes |
| ---- | ------ | ------------------- | ---------- | ------ | ---- | ----- |
| 1    | 3      | Ola Vigen Hattestad | Noruega    | 3:37.8 | +0.0 | Q     |
| 2    | 18     | Teodor Peterson     | Suècia     | 3:38.3 | +0.5 | Q     |
| 3    | 8      | Nikolay Chebotko    | Kazakhstan | 3:38.6 | +0.8 |       |
| 4    | 13     | Jesper Modin        | Suècia     | 3:39.1 | +1.3 |       |
| 5    | 28     | Maciej Kreczmer     | Polònia    | 3:39.6 | +1.8 |       |
| 6    | 23     | Nikolay Morilov     | Rússia     | 3:40.2 | +2.4 |       |

### Semifinals
Mànega 1
| Pos. | Dorsal | Nom                   | CON        | Temps  | Dif. | Notes |
| ---- | ------ | --------------------- | ---------- | ------ | ---- | ----- |
| 1    | 1      | Alexander Panzhinskiy | Rússia     | 3:34.3 | +0.0 | Q     |
| 2    | 7      | Øystein Pettersen     | Noruega    | 3:34.4 | +0.1 | Q     |
| 3    | 4      | Nikita Kriukov        | Rússia     | 3:34.6 | +0.3 | Q     |
| 4    | 15     | Alexey Poltaranin     | Kazakhstan | 3:35.6 | +1.1 | Q     |
| 5    | 5      | Johan Kjølstad        | Noruega    | 3:35.9 | +1.6 |       |
| 6    | 21     | Sami Jauhojärvi       | Finlàndia  | 3:39.6 | +5.3 |       |

Mànega 2
| Pos. | Dorsal | Nom                 | CON       | Temps  | Dif. | Notes |
| ---- | ------ | ------------------- | --------- | ------ | ---- | ----- |
| 1    | 3      | Ola Vigen Hattestad | Noruega   | 3:36.5 | +0.0 | Q     |
| 2    | 6      | Petter Northug      | Noruega   | 3:36.7 | +0.2 | Q     |
| 3    | 2      | Emil Jönsson        | Suècia    | 3:37.4 | +0.9 |       |
| 4    | 16     | Mikhail Devyatyarov | Rússia    | 3:37.6 | +1.1 |       |
| 5    | 19     | Kalle Lassila       | Finlàndia | 3:43.7 | +7.2 |       |
| 6    | 18     | Teodor Peterson     | Suècia    | 3:43.8 | +7.3 |       |

### Final
| Pos. | Dorsal | Nom                   | CON        | Temps  | Dif.    |
| ---- | ------ | --------------------- | ---------- | ------ | ------- |
| 1    | 4      | Nikita Kriukov        | Rússia     | 3:36.3 | +0.0    |
| 2    | 1      | Alexander Panzhinskiy | Rússia     | 3:36.3 | +0.0    |
| 3    | 6      | Petter Northug        | Noruega    | 3:45.5 | +9.2    |
| 4    | 3      | Ola Vigen Hattestad   | Noruega    | 3:50.0 | +13.7   |
| 5    | 15     | Alexey Poltaranin     | Kazakhstan | 3:54.4 | +18.1   |
| 6    | 7      | Øystein Pettersen     | Noruega    | 4:56.2 | +1:19.9 |